# Scalpellum stroemii
Scalpellum stroemii är en kräftdjursart som beskrevs av Sars 1859. Scalpellum stroemii ingår i släktet Scalpellum och familjen Scalpellidae.

## Underarter
Arten delas in i följande underarter:
- S. s. stroemii
- S. s. substroemii
- S. s. latirostrum